# Paratelmatobius mantiqueira
Espèce
Statut de conservation UICN

 DD  : Données insuffisantes
Paratelmatobius mantiqueira est une espèce d'amphibiens de la famille des Leptodactylidae.

## Répartition
Cette espèce est endémique de l'État de São Paulo au Brésil. Elle se rencontre à 1 650 m d'altitude dans la Serra da Mantiqueira à Campos do Jordão,.

## Étymologie
Son nom d'espèce lui a été donné en référence à son lieu de découverte, la Serra da Mantiqueira.

## Publication originale
- Pombal & Haddad, 1999 : Frogs of the genus Paratelmatobius (Anura: Leptodactylidae) with descriptions of two new species. Copeia, vol. 1999, no 4, p. 1014-1026 (texte intégral).